# (100777) 1998 FL52
(100777) 1998 FL52 es un asteroide perteneciente al cinturón de asteroides descubierto el 20 de marzo de 1998 por el equipo del Lincoln Near-Earth Asteroid Research desde el Laboratorio Lincoln, Socorro, Nuevo México, Estados Unidos.

## Designación y nombre
Designado provisionalmente como 1998 FL52.

## Características orbitales
1998 FL52 está situado a una distancia media del Sol de 2,373 ua, pudiendo alejarse hasta 2,780 ua y acercarse hasta 1,966 ua. Su excentricidad es 0,171 y la inclinación orbital 2,458 grados. Emplea 1335,45 días en completar una órbita alrededor del Sol.

## Características físicas
La magnitud absoluta de 1998 FL52 es 16,8. 